# مصطفى مستعد
مصطفى مستعد (1945 - 11 أبريل 2013) ممثل مغربي، اقترنت شهرته برفيقه الممثل عبد الرحيم التونسي، حيث شكلا منذ أواسط الخمسينات ثنائياً كوميدياً في إطار فرقة (نجمة المساء)، قدما عبرها العديد من الأعمال الدرامية على شاشة الإذاعة والتلفزيون المغربي.

## مسيرته
بدأ مصطفى مستعد، الذي رأى النور بالمدينة القديمة (الدار البيضاء) مساره الفني سنة 1953، إذ انضم إلى فرقة مسرحية من أبناء درب السلطان وعمره لم يتجاوز السبع سنوات، ومن ثمة، انتقل إلى فرقة «الشهداء» بدرب «الطاليان»، ثم فرقة «نجمة المساء»، صحبة رفيق الدرب الفنان عبد الرحيم التونسي، المعروف بـ«عبد الرؤوف»، والراحل عمر شنبوط، الملقب بـ«با عمر».
عمل مصطفى مستعد بمقاطعة الحي قرابة 5 سنوات، وفي لحظة مفاجئة، ترك العمل بالمقاطعة سنة 1963، والتحق بشركة «صوماكا» التي عمل بها حوالي أربع سنوات، وهناك التقى مرة ثانية برفيق الدرب عبد الرؤوف، ليبدأ مساره الفني.
اشتغل إلى جانب ميلود الحبشي ومصطفى الداسوكين وأحمد الصعري ضمن «فرقة مسرح الشعب» وفرق مسرحية أخرى. وقدّم مع عبد الرؤوف وبا عمر، وعدد كبير من الممثلين، رصيدا مهما من المسرحيات والسكيتشات، ناهز السبعين عملا.